# PlanetOut
PlanetOut Inc. war ein US-amerikanisches Unternehmen mit Sitz in San Francisco, Kalifornien.
PlanetOut hat sich als bedeutendes Medienunternehmen auf die Vermarktung von Medien im LGBT-Bereich spezialisiert. Das Unternehmen wurde 1995 in San Francisco gegründet. Zuletzt wurde das Unternehmen von Karen Magee, CEO, Lowell Selvin und Mark Elderkin geleitet.
Das Unternehmen betrieb verschiedene Webseiten, u. a. Gay.com und PlanetOut.com. Im November 2005 erwarb PlanetOut das Unternehmen LPI Media, das die Magazine The Advocate, Out Magazine, HIV Plus und Alyson Books herausbringt. Des Weiteren veröffentlichte PlanetOut die pornographischen Magazine Men, Unzipped und Freshmen. 
2009 fusionierte PlanetOut mit Here Networks LLC und Regent Entertainment Media Inc. Der eigene Geschäftsbetrieb wurde daraufhin eingestellt.